# Гаджаллы (Зангеланский район)
Гаджаллы (азерб. Hacallı) — село в одноименном административно-территориальном округе Зангеланском районе Азербайджана.

## География
Село Гаджаллы находится на равнинной территории. Село возникло в результате расселения племени гаджиллы/гаджиаллы. Одноимённые села есть также в других азербайджанских районах (Товуз, Геранбой, Барда, Тертер)

## История
Поселение было основано в XVIII веке переселенцами из села Гаджаллы в Южном Азербайджане.
В 1993 году в ходе Карабахской войны село перешло под контроль непризнанной НКР. Согласно резолюции СБ ООН считалось оккупированным армянскими силами.
21 октября 2020 года в ходе Второй Карабахской войны президент Азербайджана Ильхам Алиев объявил, что азербайджанская армия «освободила от оккупации» село Гаджаллы.